# ماكسيم ماليشيف
ماكسيم ماليشيف (بالأوكرانية: Максим Васильович Малишев) هو لاعب كرة قدم أوكراني في مركز الوسط ولد في يوم 24 ديسمبر 1992 في مدينة دونتسك في أوكرانيا، يلعب حالياً مع نادي شاختار دونتسك وسبق له اللعب مع نادي زوريا لوهانسك، في سنة 2016 بدأ باللعب مع منتخب أوكرانيا لكرة القدم ويبلغ طوله 181 سم.

## روابط خارجية
- ماكسيم ماليشيف على موقع الاتحاد الأوربي (الإنجليزية)
- ماكسيم ماليشيف على موقع اتحاد أوكرانيا (الإنجليزية)
- ماكسيم ماليشيف على موقع قاعدة بيانات كرة القدم.إي يو (الإنجليزية)
- ماكسيم ماليشيف على موقع ناشيونال فوتبول تيمز (الإنجليزية)
- ماكسيم ماليشيف على موقع Soccerway.com (الإنجليزية)
- ماكسيم ماليشيف على موقع عالم كرة القدم.نت (الإنجليزية)
- ماكسيم ماليشيف على موقع AS.com (الإسبانية)